# Patrz na mnie
Patrz na mnie (oryg. Gledaj me) – czarnogórski film fabularny z 2008 roku w reżyserii Mariji Perović, zrealizowany na motywach powieści Dječak iz vode Kseniji Popović.

## Fabuła
Film przedstawiający problemy życiowe młodego pokolenia Czarnogórców. Po ukończeniu studiów medycznych Mina przyjeżdża do małego miasta, gdzie zamierza odnaleźć Andreja, przebywającego w szpitalu psychiatrycznym. Mina musi po raz kolejny zmierzyć się z dwoma faktami ze swojej przeszłości: była dzieckiem nieślubnym, a jej matka popełniła samobójstwo.
Zdjęcia do filmu kręcono w Budvie i w Cetynii.

## Nagrody i wyróżnienia
Film został wyróżniony za reżyserię na festiwalu filmowym w Aleksandrii, a także otrzymał Brązową Mimozę na Festiwalu Filmowym w Hercegu Novim. W 2009 był filmem najczęściej oglądanym w kinach Czarnogóry.

## Obsada
- Olga Pakalović jako Mina
- Vojislav Brajović jako Marko Scepanović
- Dubravka Drakić jako Katarina Petrović
- Branka Femić jako Danijela
- Srdjan Grahovać jako Ljubo
- Branko Ilić jako Vlado Vukcević
- Mijo Jurisić jako Andrej
- Andrija Milošević jako Sasza
- Mladen Nelević jako Jovan Petrović
- Branimir Popović jako Petar Vukcević
- Tiho Vujović jako Miloš
- Dragana Mrkić